# Cephalon
 (mai 2023).
Si vous disposez d'ouvrages ou d'articles de référence ou si vous connaissez des sites web de qualité traitant du thème abordé ici, merci de compléter l'article en donnant les références utiles à sa vérifiabilité et en les liant à la section « Notes et références ».
Cet article possède un paronyme, voir céphalon.
Cephalon est une entreprise américaine filiale de la société israélienne Teva Pharmaceutical Industries. Elle fait partie de l'indice NASDAQ-100

## Historique
Cephalon est rachetée par Teva en 2011.
En 2017, la Commission européenne menace les deux entreprises pharmaceutiques d'une amende pour entente illicite en vue d'éviter la commercialisation d'un médicament générique du modafinil. Cette amende est finalement infligée en 2020.